# Семья Гонсалвус

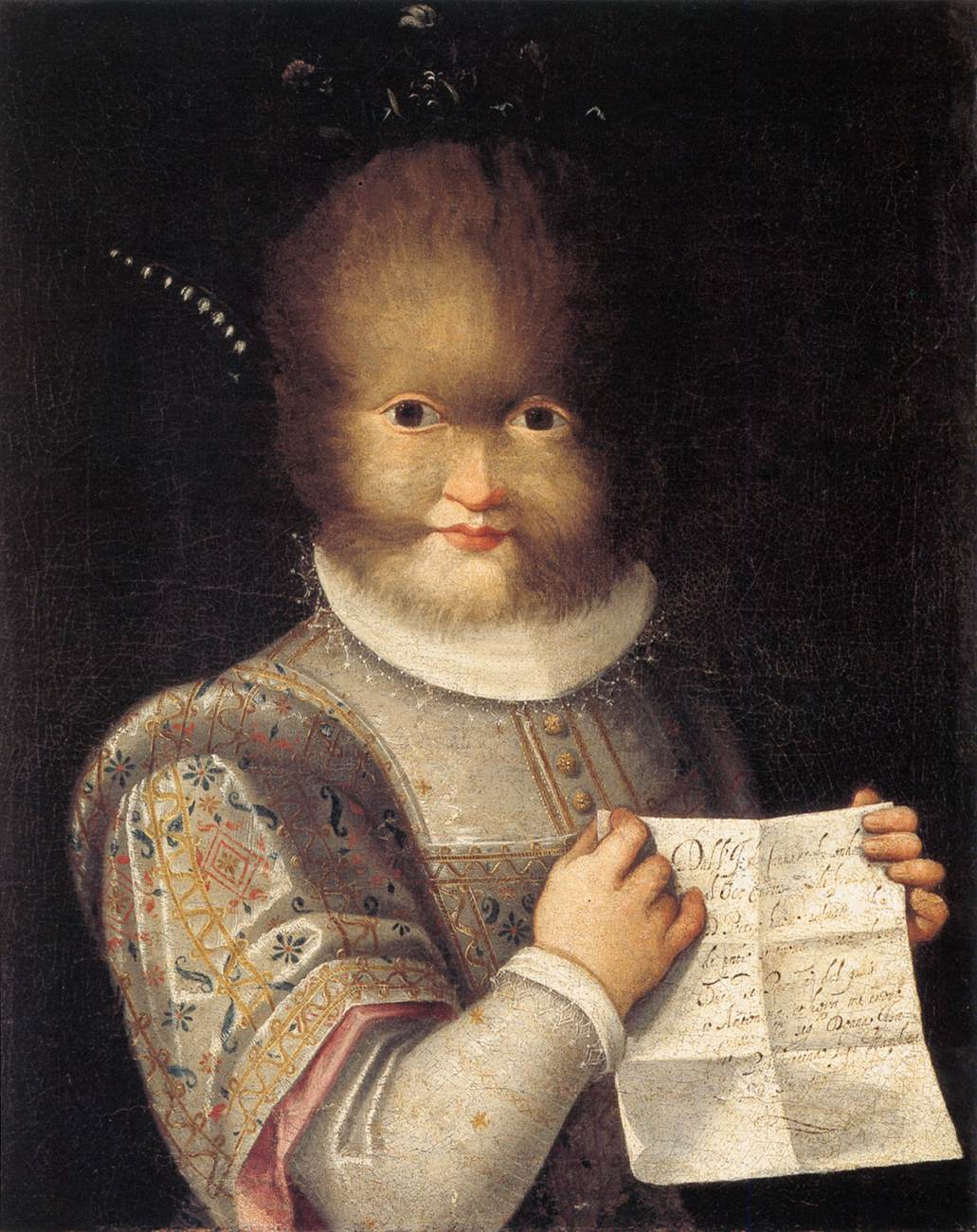
Портрет юной Тогнины Гонсалвус работы Лавинии Фонтаны.

Семья Гонсалвус — жившая во Франции и Испании в конце XVI века семья, больная гипертрихозом, получившая широкую известность при дворах двух монархов, представители которой запечатлены в целом ряде произведений искусства и литературы того времени. Являются первыми людьми, страдавшими данной болезнью, о которых имеются достоверные сведения и описания.
Из семьи более всего известны её глава Петрус Гонсалвус (ок. 1537 года, Тенерифе — около 1618 года, Каподимонте) и его дочь Тогнина Гонсалвус (жила в 1580-х годах, точные или приблизительные даты рождения и смерти неизвестны).

## Семья
Петрус Гонсалвус родился на Тенерифе, Канарские острова, приблизительно в 1537 году. В возрасте 10 лет он попал ко двору французского короля Генриха II — первоначально как диковинный человек-обезьяна; только через несколько лет, по достижении им подросткового возраста, в нём распознали настоящего человека. Генрих II относился к своему необычному слуге с большой любовью и повелел дать ему прекрасное по тем временам образование. Вопрос о возможной причине заболевания Педро Гонсалвуса на протяжении нескольких последующих десятилетий активно обсуждался учёными Парижа.
Приблизительно в 1572 году Педро Гонсалвус женился на Катрин Рафеллин, здоровой женщине, в браке с которой у него родилось семь детей, четверо из которых унаследовали гипертрихоз. Из его детей наибольшую известность получила дочь Тогнина Гонсалвус. Генрих II, а после его смерти его жена, Екатерина Медичи, обеспечили семье безопасность и территорию с хорошим воздухом, выделив им для проживания часть парка Фонтенбло, где, в частности, выросли дети семьи. «Люди-обезьяны», как их называли, одетые в одежды придворных, регулярно посещали различные светские мероприятия, при этом маленькую Тогнину часто одевали как куклу.
После смерти Екатерины Медичи в 1589 году семья Гонсалвус оказалась в опале при французском дворе и вынуждены были покинуть Францию. В 1591 году их пребывание зафиксировано в Италии, в Пармском герцогстве, где они также жили при дворе правителя.
Считается, что Педро Гонсалвус умер около 1618 года в Каподимонте, недалеко от озера Больсена.

## Посмертная слава

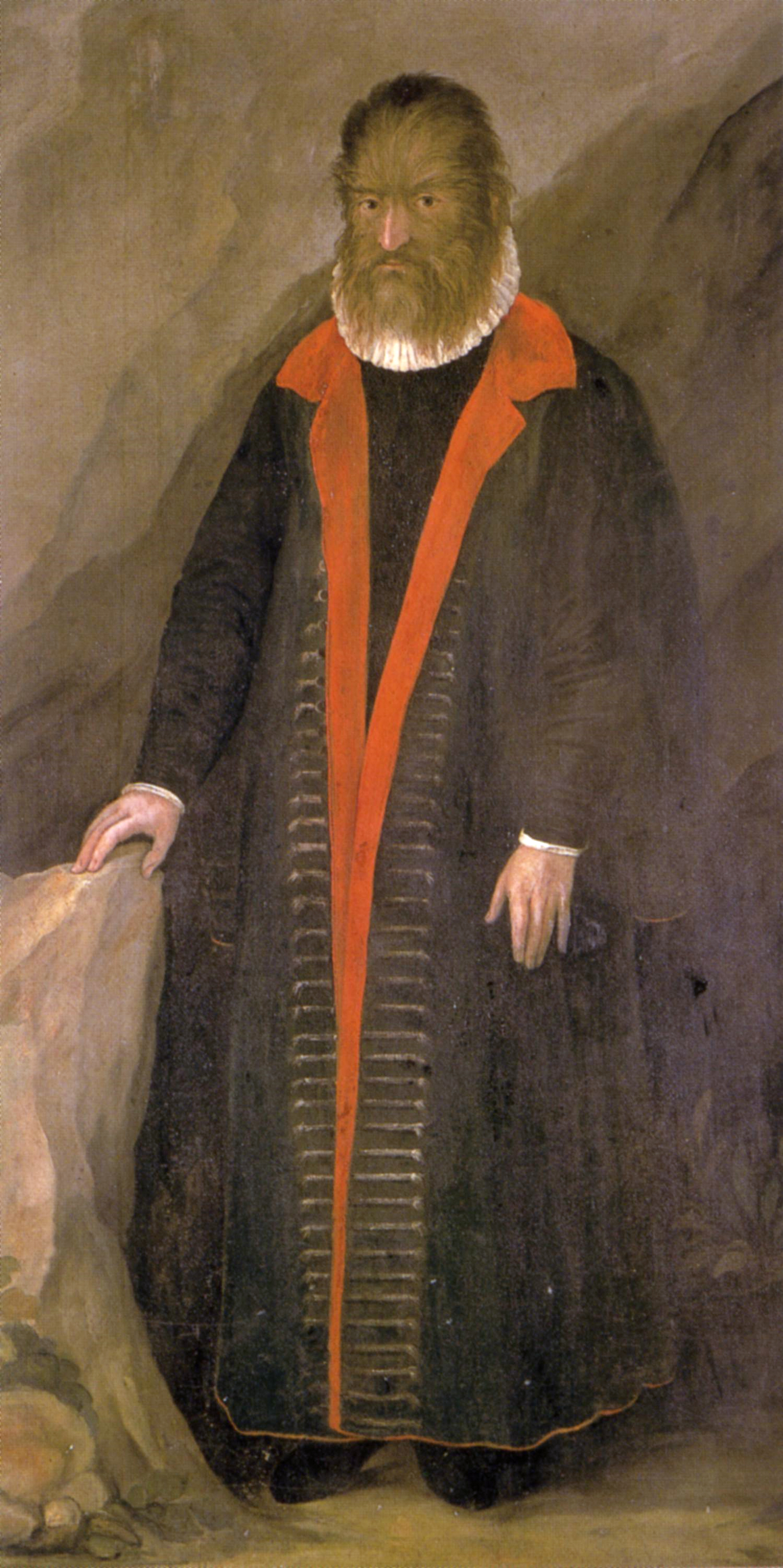
Портрет Педро Гонсалвуса кисти неизвестного художника из замка Амбрас

Гипертрихоз, которым болела эта семья, привлёк большое внимание французских и итальянских учёных. Итальянский учёный-медик Улиссе Альдрованди (1522—1605) писал о семье в своей работе  Monstrorum Historia в конце XVI века, указывая, что они проживали в замке Амбрас в Тироле. В этом замке Фердинанд II, а позднее Рудольф II собрали большую коллекцию произведений искусства и ценных предметов, выделив одну комнату под кабинет курьёзов, в котором имелся, среди прочего, портрет семьи Гонсалвус, написанный придворным художником Рудольфа II, антверпенцем Георгом Хофнагелем. Изображения семьи, выполненные Хофнагелем, были включены также в его альбом Animalia Rationalia et Insecta, где они были отмечены как особый вид живых существ. В этом же замке находился портрет одного Педро Гонсалвуса кисти неизвестного художника.
Итальянский художник Агостино Каррачи (1557—1602) на одной из своих картин в 1596 году изобразил рядом с шутом Пьетро и карликом Амоном полностью поросшего волосами человека по имени Арриго, который был одним из сыновей Гонсалвуса. Художница Лавиния Фонтана написала знаменитый портрет юной Тогнины Гонсалвус. Ещё один сын Педро, Горацио Гонсалвус, впоследствии проживал в Риме; его изобразил на одной из своих гравюр художник Стефано делла Белла.